# Изложба чланова УЛУС-а – Фонда младих (1986)
Изложба чланова УЛУС-а – Фонда младих се одржала у периоду од 23. до 28. октобра 1986. године на Београдском сајму.

## Излагачи
- Момчило Мома Антоновић
- Милан Блануша
- Јармила Вешовић
- Оливера Грбић
- Божидар Дамјановски
- Драган Добрић
- Милица Жарковић
- Душица Жарковић
- Станко Зечевић
- Велизар Крстић
- Зоран Настић
- Саво Пековић
- Јован Ракиџић
- Љиљана Стојановић